# Tim Pauwels (journalist)
Tim Pauwels (Sint-Niklaas, 2 mei 1971) is een Vlaams journalist.

## Biografie
Pauwels studeerde Germaanse filologie aan de Katholieke Universiteit Leuven, en behaalde er een aanvullend diploma Internationale Betrekkingen. 
Hij gaf enkele jaren Nederlands aan buitenlandse studenten in het Interfacultair Instituut voor Levende Talen in Leuven en later in het Kardinaal Mercier Instituut in Schaarbeek. Daarna sloeg hij de journalistieke richting in: hij werkte voor Radio 2 Oost-Vlaanderen, VT4 en VTM.
Op 30 augustus 1997 stapte hij over naar de VRT. De dood van Diana Frances Spencer, een dag later, werd er zijn vuurdoop. Hij deed aanvankelijk een beetje van alles voor Het Journaal en werd dan verslaggever in de Wetstraat bij Terzake en De zevende dag. In 2005 presenteerde hij samen met Kathleen Cools het opinieprogramma Morgen Beter op Canvas. Nadien werkte hij als politiek analist bij Terzake en als een van de drie Wetstraatwatchers op Radio 1. Sinds het najaar 2010 is hij politiek verslaggever voor Het Journaal, waar hij Ivan De Vadder opvolgde.
In oktober 2012 verdween Tim Pauwels van het scherm. Hij ging op vraag van het directiecollege de beroepsethische werking van de VRT buiten de nieuwsdienst analyseren en waar nodig versterken. In oktober 2013 keerde hij terug naar de nieuwsdienst, waar hij projectleider werd voor het verkiezingsaanbod van de VRT voor de verkiezingen van 2014. Vanaf september 2014 presenteerde Pauwels het programma De zevende dag ter vervanging van Ivan De Vadder. In april 2017 stopte hij de presentatie ervan om ombudsman te worden bij de nieuwsdienst van de VRT. Die functie oefende hij uit tot halfweg 2022, waarna hij een coördinerende functie op de nieuwsdienst kreeg.

## Trivia
- In 2003 nam Pauwels deel aan het eerste seizoen van De Slimste Mens ter Wereld. Na vier deelnames moest hij de quiz verlaten.